# El Capitán
El Capitán es  un monolito granítico con una pared vertical de unos 914m. Se encuentra en el estado de California, Estados Unidos, en el parque nacional de Yosemite, en la zona septentrional del valle de Yosemite, cerca de su extremo occidental. 
La formación recibió el nombre de "El Capitán" por el Batallón Mariposa cuando exploró el valle en 1851. El Capitán fue considerada una traducción aproximada al español del nombre local de los nativos americanos para el acantilado, trascrito de diversas formas como "To-to-kon oo-lah" o "To-tock-ah-noo-lah". No queda claro si el nombre de los nativos americanos se refería a un jefe tribal específico, o simplemente significaba "el jefe" o "roca jefe". En tiempos modernos, el nombre de la formación a menudo se contrae como "El Cap", especialmente entre escaladores.
Es uno de los desafíos favoritos de los escaladores del mundo. La cumbre de El Capitán puede alcanzarse por una vía excursionista desde el valle de Yosemite en el sendero cercano al Salto Yosemite, para luego seguir hacia el oeste. Para los escaladores, el desafío es ascender la desnuda cara de granito. Hay docenas de vías de ascenso, todas largas y difíciles.

## Geología
El Capitán está compuesto casi por completo por un granito claro de grano grueso, formado hace aproximadamente 100 millones de años (Cretácico superior). Además de El Capitán, este granito forma la mayor parte de los afloramientos rocosos de las porciones occidentales del valle de Yosemite. Una intrusión separada de roca ígnea, el Granito de Taft, forma las porciones superiores de la cara del acantilado. 
Una tercera roca ígnea, diorita, está presente como intrusiones con vetas oscuras a través de ambas clases de granito, especialmente prominente en el área conocida como el North America Wall ("el muro de Norteamérica").
Junto con la mayoría de otras formaciones rocosas del valle de Yosemite, El Capitán fue tallado por la acción glaciar. Varios períodos de glaciación han ocurrido en Sierra Nevada, pero la Glaciación Sherwin, aproximadamente entre hace 1,3 y 1 millón de años, se considera responsable de la mayoría del esculpido. El granito El Capitán está relativamente libre de diaclasas, y como resultado el hielo glaciar no erosionó la cara de roca como otras cercanas, con más diaclasas. Aun así, como con la mayor parte de la formación rocosa del Yosemite, el granito de El Capitán está bajo una enorme tensión interna, producida por la descompresión que experimenta tras la erosión que lo sacó a la superficie. Estas fuerzas contribuyeron a crear rasgos como el macizo Texas Flake, un gran bloque de granito que lentamente se aparta de la cara rocosa principal, alrededor de medio camino del acantilado.

## Historia de la escalada
Considerado en el pasado como imposible de ascender, El Capitán es ahora el estándar para el ascenso por grandes paredes. "El Cap" tiene dos caras principales: la sudoeste (a la izquierda cuando se mira la pared directamente) y la sudeste. Entre las dos caras sobresale una marcada proa. Aunque hoy en día hay numerosas rutas establecidas en ambas caras, la ruta más popular e históricamente famosa es The Nose, que sigue esta maciza proa.

### Pioneros enThe Nose
The Nose se escaló por vez primera en 1958 por Warren Harding, Wayne Merry y George Whitmore, en 47 días usando tácticas "de asedio". Ascendieron en un estilo de expedición, instalando cuerdas fijas a lo largo de la ruta y uniendo campamentos establecidos a lo largo del itinerario. Las cuerdas fijas permitieron a los escaladores ascender y descender desde el suelo a lo largo del proyecto de 18 meses, aunque también ofrecieron momentos de peligro: a veces se rompieron, debido a su larga exposición a las frías temperaturas. El equipo de ascenso dependió intensamente de la escalada artificial, usando cuerdas, pitones y clavos de expansión para alcanzar la cumbre. El segundo ascenso de la Nose fue en 1960 por Royal Robbins, Joe Fitschen, Chuck Pratt y Tom Frost, quienes emplearon siete días en la primera escalada continua de la ruta sin tácticas de asedio. El primer ascenso en solitario de The Nose lo hizo Tom Bauman en 1969. El primer ascenso de la Nose en un día se logró en 1975 por John Long, Jim Bridwell y Billy Westbay. Hoy, The Nose atrae a escaladores de varios niveles de habilidad y experiencia, con un porcentaje de éxito del 60%. Típicamente requiere 4 o 5 días de escalada completa a los escaladores en forma .

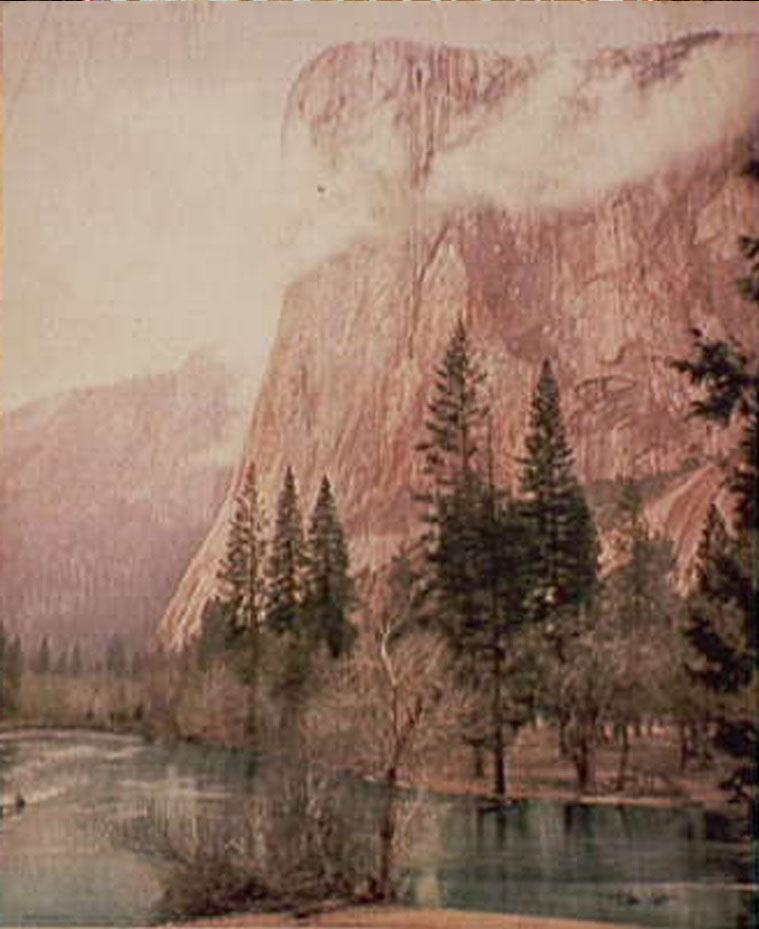
Fotografía de William Henry Jackson del año 1899 de El Capitán.

### Ampliación de las rutas
Durante los años sesenta y setenta se exploraron las otras caras de "El Cap". Muchas de estas primeras rutas aún son populares hoy. Entre los primeros clásicos están Salathé Wall (1961, Royal Robbins, Chuck Pratt y Tom Frost) en la cara sudoeste, y la North America Wall (1964, Royal Robbins, Yvon Chouinard, Chuck Pratt y Tom Frost) en la cara sudeste. También se subieron en los sesenta rutas como: Dihedral Wall (1962, Ed Cooper, Jim Baldwin y Glen Denny); West Buttress (1963, Layton Kor y Steve Roper); y Muir Wall (1965, Chouinard y TM Herbert). Ascensos posteriores fueron: Wall of the Early Morning Light (1970, Warren Harding y Dean Caldwell); Zodiac (1972, Charlie Porter (solo)); The Shield (1972, Porter y Gary Bocarde); Mescalito (1973, Porter, Steve Sutton, Hugh Burton y C. Nelson); Pacific Ocean Wall (1975, Jim Bridwell, Billy Westbay, Jay Fiske y Fred East); Sea of Dreams (1978, Bridwell, Dale Bard y Dave Diegelman); y Jolly Roger (1979, Charles Cole y Steve Grossman). Actualmente hay más de 70 rutas en "El Cap" de diferentes niveles de dificultad y peligro. De hecho, siguen abriéndose nuevas rutas, normalmente consistentes en adiciones a otras anteriores, o uniones entre ellas.

### Ascenso en libre

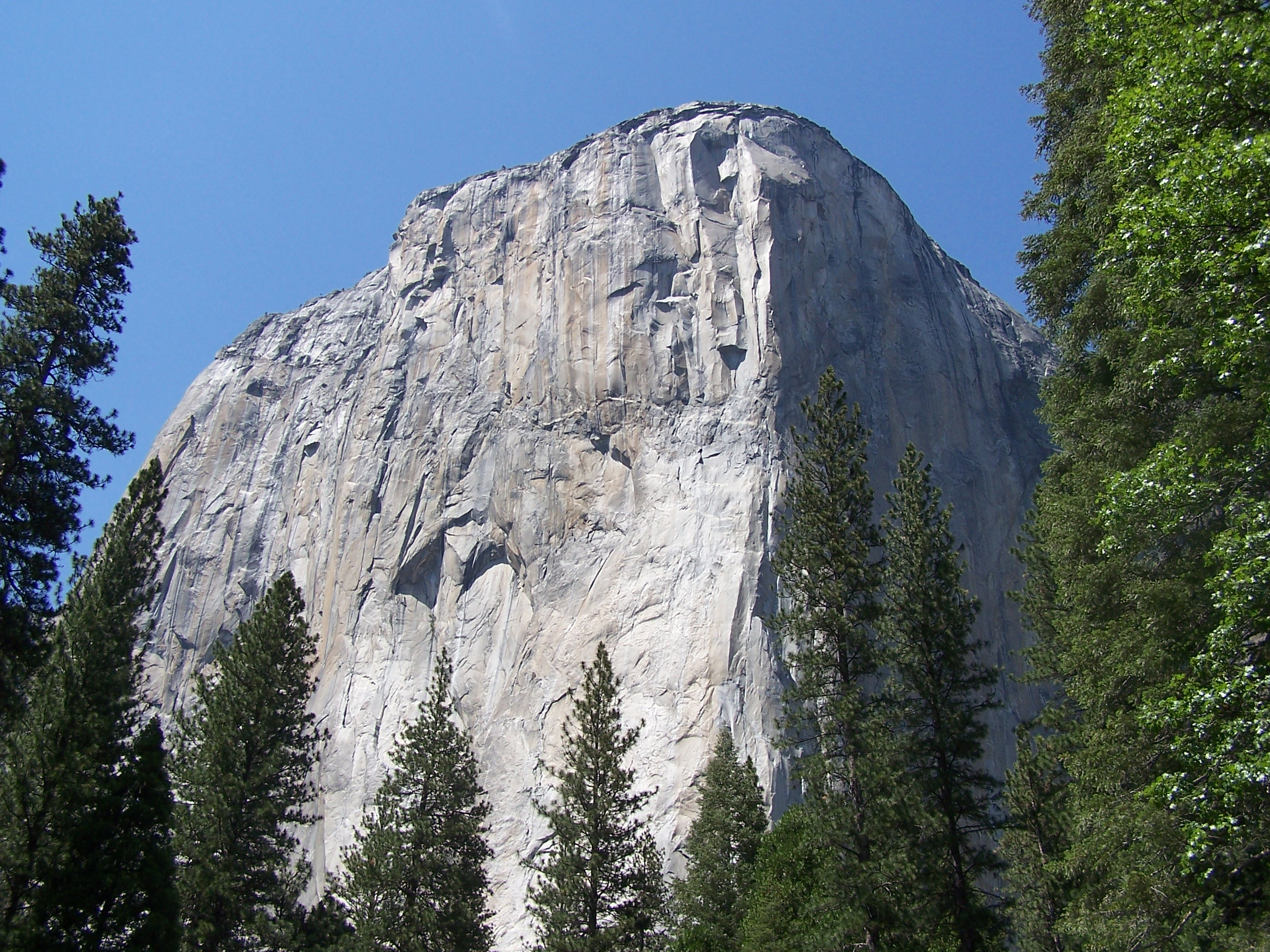
El Capitán desde Northside Drive

Conforme se vio claro que cualquier cara puede ser conquistada con suficiente perseverancia y perforaciones de agujeros para clavos, algunos escaladores comenzaron a investigar rutas de El Capitán que pudieran ascenderse en escalada libre o con mínima ayuda. La ruta de la "Cara oeste" fue escalada en libre en 1979 por Ray Jardine y Bill Price; pero a pesar de los numerosos esfuerzos por Jardine y otros, The Nose resistió los intentos en libre durante otros 14 años.
El primer ascenso en libre de la principal ruta de El Cap, sin embargo, no fue a The Nose, sino a Salathé Wall. Todd Skinner y Paul Piana hicieron el primer ascenso en libre a lo largo de 9 días en 1988, después de 30 días de trabajar la ruta (graduada 5.13b por el sistema decimal de Yosemite).
The Nose fue la segunda ruta principal ascenderse en libre ("liberarse"). Dos puntos en The Nose bloquearon los esfuerzos para liberar la ruta: el "Great Roof" graduado 5.13c y "Changing Corners" graduado 5.14a/b. En 1993, Lynn Hill estuvo cerca de culminar en libre The Nose, llegando más allá del Great Roof y hasta el Campo VI sin caer, detenida sólo en Changing Corners por un pitón atascado en un agarre crítico. Después de quitar el pitón, volvió a ascender la ruta desde el suelo. Después de 4 días de ascenso, Hill alcanzó la cumbre, convirtíéndose en la primera persona en ascender en libre The Nose. Un año más tarde, Hill regresó para ascenderla en libre en un día. Llegó a la cumbre en 23 horas y estableció un nuevo estándar para la escalada libre en "El Cap."
El Nose vio un segundo ascenso en libre en 1998, cuando Scott Burke hizo cumbre después de 261 días de esfuerzo. El 14 de octubre de 2005, Tommy Caldwell y Beth Rodden se convirtieron en la 3.ª y la 4.ª persona que ascendieron en libre The Nose. Esta pareja tardó 4 días en el ascenso, alternando la cabeza de cordada en cada largo, una vez lideraba uno y otra vez otra. Dos días más tarde, Caldwell volvió a escalar en libre The Nose en menos de 12 horas.  Caldwell regresó dos semanas después para escalar en libre El Cap dos veces en un día, completando The Nose con Rodden, luego descendiendo y liderando Freerider en un equipo combinado de 23 horas 23 minutos.
En la película Star Trek V: The Final Frontier  aparece un ascenso ficticio de El Capitán. El capitán James T. Kirk sube en libre la cara rocosa por la que él llamó la razón más importante para subir una montaña: porque está ahí. 

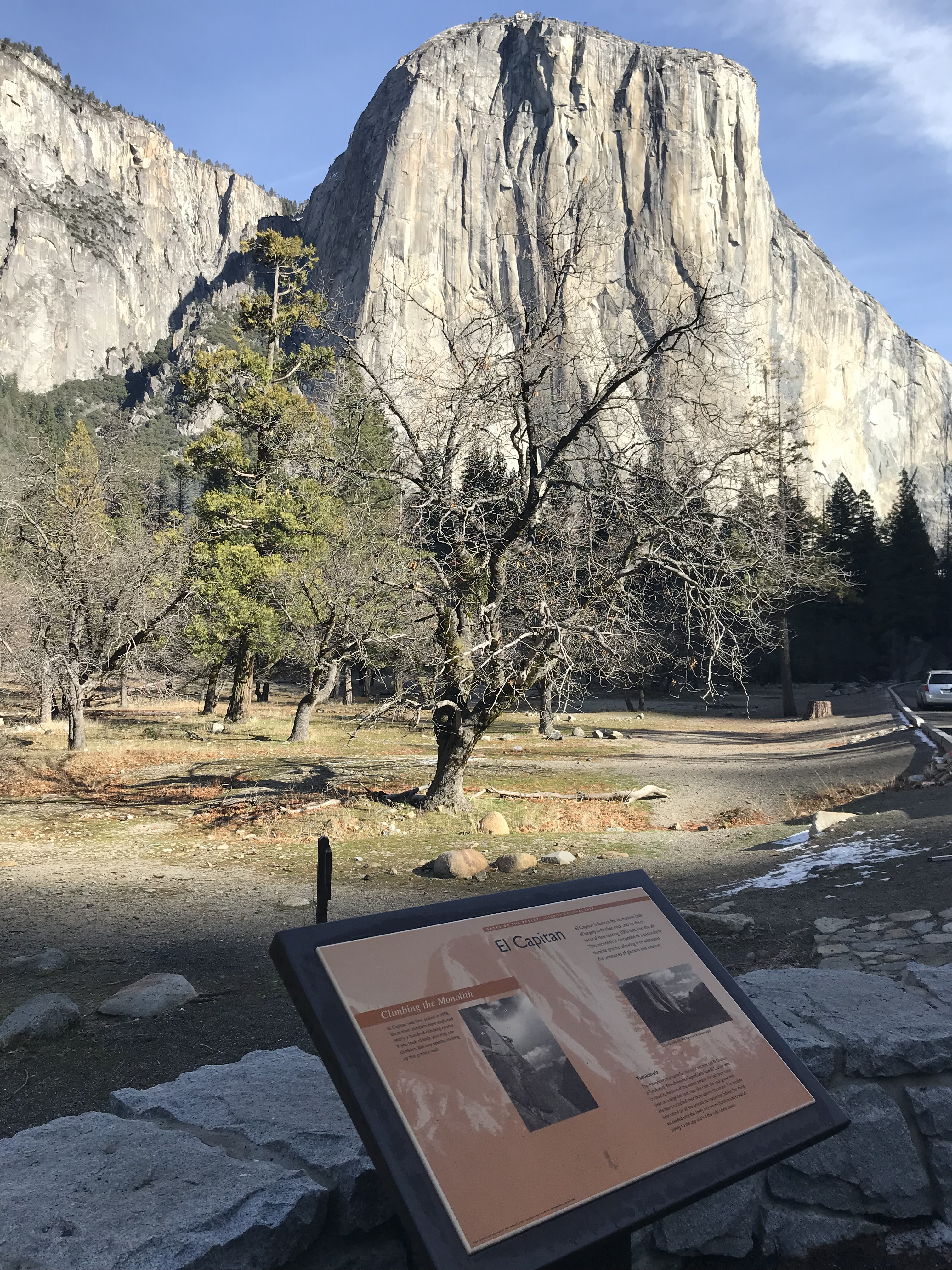
El Capitán en 2018.

### Velocidad de escalada
La escalada rápida en "El Cap" es también popular. El récord en The Nose ha cambiado varias veces de mano en los años pasados. El 17 de junio de 2012, Alex Honnold y Hans Florine batieron, con un tiempo de 2:23.46, el antiguo registro de 2:36.45 por parte de Dean Potter y Sean Leary. A su vez, éstos habían superado por tan solo 20 segundos la anterior marca, que habían establecido Hans Florine y Yuji Hirayama. Antes, tenían el récord los hermanos Huber (Alexander y Thomas), con un tiempo de 2:45.45 (2007).
El 21 de octubre de 2017, Brad Gobright y Jim Reynolds completaron la escalada de "El Cap" a través de The Nose en un tiempo de 2:19:44, rebajando en 4 minutos el anterior récord de Honnold y Florine de 2012.
Sin embargo, el 6 de junio de 2018, el propio Alex Honnold, junto con Tommy Caldwell, lograron un hito histórico al escalar The Nose en menos de 2 horas, estableciendo el actual récord en un estratosférico tiempo de 1 hora, 58 minutos y 7 segundos, después de otras dos escaladas récord en los días anteriores (2:10:15 el 30 de mayo y 2:01:50 el 4 de junio).
El 22 de junio de 2010, Alex Honnold estableció un récord en solitario con cuerda en The Nose, con un tiempo de 5:49 (por no mencionar su anterior ascensión en solitario con cuerda de Regular Route on Half Dome en la misma mañana, también en el tiempo récord de 2:09).

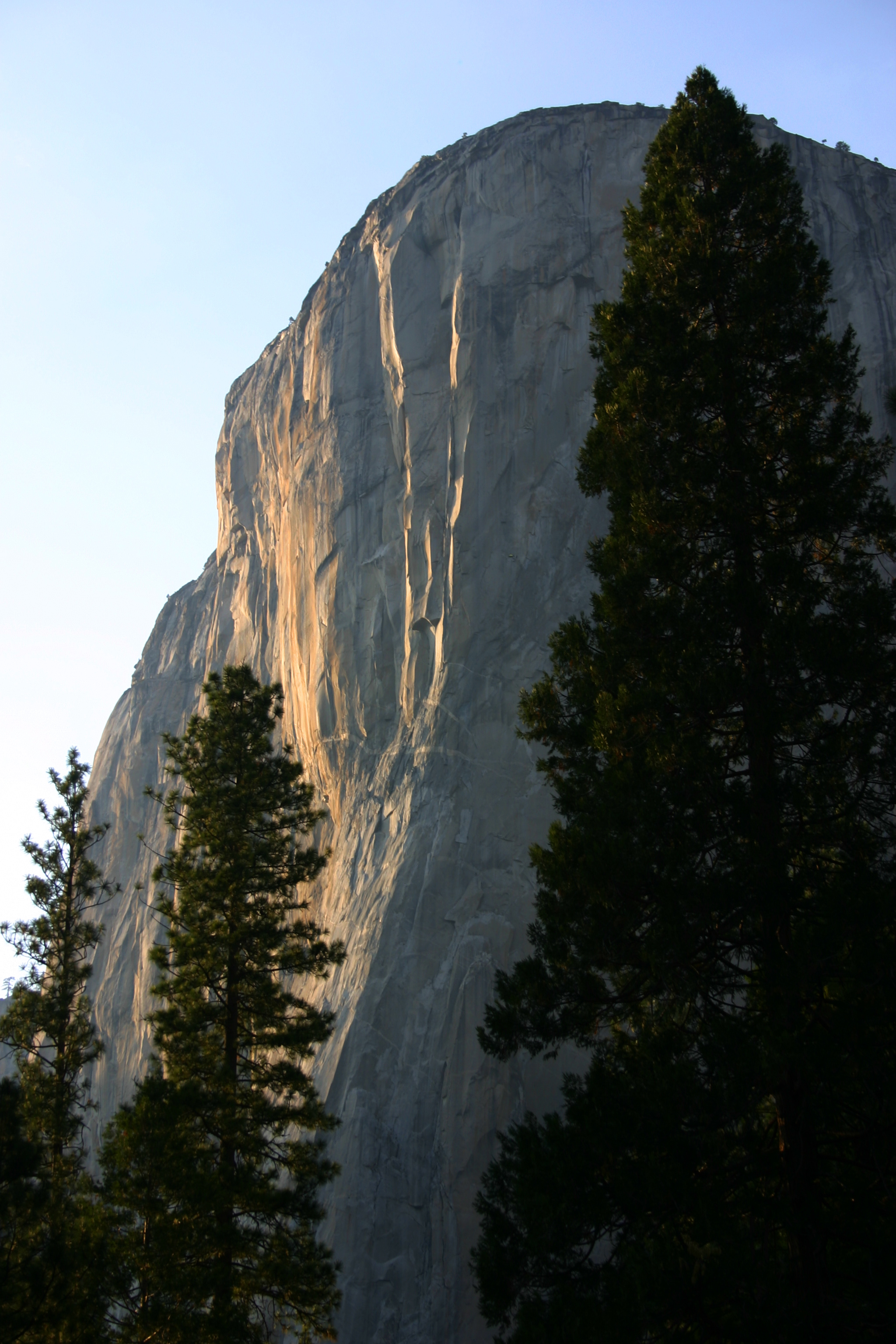
Cara sudeste de El Capitán vista desde el valle de Yosemite.

## Solo Integral en la ruta Freerider
El 3 de junio de 2017, Alex Honnold realizó el primer ascenso en solitario libre (sin cuerda) de la ruta Freerider ([900 m) en 3 horas y 56 minutos, marcando un hito en la historia de este deporte por el riesgo desmesurado al que se expuso, haciendo gala de una combinación entre preparación profesional de campo - para lo cual solicitó el asesoramiento y ayuda Tommy Caldwell- , entrenamiento, habilidad técnica y temeridad. 
Sobre esta escalada se hizo el documental Free Solo, galardonada con el Premio Óscar a la mejor película documental en 2019.

## Salto BASE
El Capitán tiene una historia controvertida en relación con salto BASE, y el Servicio de Parques Nacionales ha prohibido su práctica. el 24 de julio de 1966, Michael Pelkey y Brian Schubert hicieron el primer salto BASE desde El Capitán. Ambos acabaron con huesos rotos por el salto. Durante los años setenta y con equipamiento y entrenamiento mejor, muchos saltadores BASE hicieron saltos exitosos y seguros desde El Capitán. En 1980 el Servicio de Parques Nacionales experimentó con la emisión de permisos para hacer salto BASE. En estos saltos legales no hubo grandes lesiones o muertes. Sin embargo, otros saltadores mostraron un significativo desprecio por las normas del parque y el medio ambiente. Después de un experimento que sólo duró unos meses, el Servicio de Parques Nacionales dejó de emitir permisos y cerró efectivamente todo tipo de salto BASE en El Capitán. El 23 de octubre de 1999, la saltadora BASE y extra Jan Davis murió mientras hacía un salto ilegal de protesta en apoyo al levantamiento de la prohibición. Los saltadores BASE siguen litigando judicialmente contra el Servicio de Parques Nacionales para tener acceso a El Capitán.